# Rhynchospora cephalotes
Rhynchospora cephalotes là loài thực vật có hoa trong họ Cói. Loài này được (L.) Vahl miêu tả khoa học đầu tiên năm 1805.